# United States Strategic Command
United States Strategic Command, Förenta staternas strategiska kommando, (USSTRATCOM) är ett av USA:s försvarsgrensövergripande militärkommandon som ansvarar för operationer med och kring landets kärnvapenarsenal. Militärbefälhavaren för USSTRATCOM lyder direkt under USA:s försvarsminister.
Liksom sin föregångare Strategic Air Command (1947-1992) har USSTRATCOM sitt högkvarter beläget på Offutt Air Force Base i delstaten Nebraska.

## Bakgrund
USSTRATCOM skapades 1992 som en enhetlig ledningsfunktion för den - efter det kalla krigets slut - återstående triaden av kärnvapenbestyckade styrkor. Flygvapnets strategiska bombflyg och Interkontinentala ballistiska robotar tillhörde innan dess Strategic Air Command (SAC) och flottans strategiska robotbestyckade atomubåtar var separat underställda Atlant- och Stillahavsflottornas respektive befälhavare. I oktober 2002 fusionerades USSTRATCOM med United States Space Command (USSPACECOM), som mellan 1985 och 2002 ansvarade för försvarets satelliter, rymdoperationer och informationskrigföring. Under 2019 återupprättades United States Space Command som ett fristående kommando.

## Högkvartersorganisation
Sammanfattning av den uppräkning som återfinns på USSTRACOM:s officiella webbplats.
- J0 - militärbefälhavarens omedelbara stab.
  - J1 - personalavdelning.
  - J3 - operationsstaben för "globala operationer".
    - J2 - underrättelseavdelning.
    - J4 - logistikavdelning.
    - J6 - avdelning för kommunikations och ledningssystem.
    - J7 - avdelning för samfällda övningar och utbildning.

  - J5 - planeringsavdelning.
  - J8 - avdelning för resurs- och förmågeintegrering.
  - J9 - utvärdering och analysavdelning.

### Militärbefälhavare
| Nr   | Porträtt | Namn                             | Försvarsgren | Tillträdde       | Avgick           |
| ---- | -------- | -------------------------------- | ------------ | ---------------- | ---------------- |
| 1.   |          | General George L. Butler         | Flygvapnet   | 1992             | 1994             |
| 2.   |          | Amiral Henry G. Chiles, Jr.      | Flottan      | 1994             | 1996             |
| 3.   |          | General Eugene E. Habiger        | Flygvapnet   | 1996             | 1998             |
| 4.   |          | Amiral Richard W. Mies           | Flottan      | 1998             | 2002             |
| 5.   |          | Amiral James O. Ellis, Jr.       | Flottan      | 2002             | 2004             |
| 6.   |          | General James E. Cartwright      | Marinkåren   | 2004             | 2007             |
| t.f. |          | Generallöjtnant C. Robert Kehler | Flygvapnet   | 4 augusti 2007   | 17 oktober 2007  |
| 7.   |          | General Kevin P. Chilton         | Flygvapnet   | 2007             | 2011             |
| 8.   |          | General C. Robert Kehler         | Flygvapnet   | 28 januari 2011  | 15 november 2013 |
| 9.   |          | Amiral Cecil D. Haney            | Flottan      | 15 november 2013 | 3 november 2016  |
| 10.  |          | General John E. Hyten            | Flygvapnet   | 3 november 2016  | 18 november 2019 |
| 11.  |          | Amiral Charles A. Richard        | Flottan      | 18 november 2019 | Sittande         |

## Förband och enheter

### Försvarsgrensförband
- Armén
  - Army Space and Missile Defense Command/Army Strategic Command (robotförsvar och rymdförmågor)
- Flygvapnet
  - Air Force Global Strike Command (bomb- och robotstridskrafter)
- Marinen
  - Flottan
    - United States Naval Forces Strategic Command
      - Submarine Force U.S. Atlantic Fleet (Atlantflottans ubåtsstyrka med robotubåtar med hemmahamn vid Naval Base Kitsap)
      - Submarine Force U.S. Pacific Fleet (Stillahavsflottans ubåtsstyrkamed robotubåtar med hemmahamn vid Naval Submarine Base Kings Bay)

  - Marinkåren
    - Marine Corps Forces U.S. Strategic Command

### Gemensamma förband
- Joint Functional Component Command - Global Strike (JFCC-GS) - robotstyrkorna.
- Joint Functional Component Command - Space (JFCC-SPACE) - rymdförmågor.
- Joint Functional Component Command - Integrated Missile Defense (JFCC-IMD) - missilförsvar.
- Joint Functional Component Command - Intelligence, Surveillance and Reconnaissance (JFCC-ISR) - resursallokering av underrättelseförmågor.
- Joint Information Operations Warfare Center (JIOWC) - centrum för informationskrigföring.
- 'USSTRATCOM Center for Combating Weapons of Mass Destruction (SCC-WMD) - centrum för expertis i fråga om spridning av massförstörelsevapen samt sådan krishantering.

#### Underlydande försvarsgrensövergripande militärkommando
Sedan i maj 2010 lyder under USSTRATCOM ett särskilt försvarsgrensövergripande militärkommando för att bemöta och kontra hot från cyberrymden - United States Cyber Command - baserat vid Fort George G. Meade i Maryland. Befälhavaren för U.S. Cyber Command är också dubbelhattad som generaldirektör för National Security Agency.

### Notförteckning
1. ↑  www.stratcom.mil/about/, läst den 21 oktober 2010.